# Сингх Чхампия, Мангал
Мангал Сингх Чхампия (9 ноября 1983 года, Джамшедпур, Индия) — индийский стрелок из лука, участник летних Олимпийских игр 2008 года, двукратный бронзовый призёр Азиатских игр, многократный призёр этапов Кубка мира.

## Спортивная биография
Мангал Сингх вырос в небольшой деревне Ичхакути в штате Джаркханд. Основным занятием в этой деревне была охота с использованием лука и стрел. Дети с ранних лет начинали охотиться на птиц. Сингх впервые взял лук, когда ему было 8 лет и первое время стрелял в основном в диких голубей. В 11 лет он купил свой первый лук, потратив на него около 6 рупий. C 1995 года Сингх начал участвовать в национальных соревнованиях. В феврале 2006 года Сингх попал в программу поддержки спортсменов фонда Лакшми Миттала, благодаря чему он стал тренироваться в специализированном центре вблизи Бангалора.
Первыми крупными международными соревнованиями в карьере для Мангала Сингха стали Азиатские игры 2006 года, которые прошли в Дохе. В квалификационном раунде командных соревнований Сингх показал лучший результат в команде, что помогло сборной Индии занять по итогам раунда третье место и получить более лёгких соперников на стадии плей-офф. Первые два раунда индийцы прошли уверенно, но в полуфинале уступили сборной Китайского Тайбэя. В матче за 3-е место сборная Индии победила малайзийцев и завоевала бронзовые медали. Личный турнир сложился для Сингха менее удачно. Он выбыл уже в 1/8 финала, уступив японцу Томокадзу Вакино. На чемпионате Азии 2007 года в китайском городе Сиань индийская сборная вновь встретилась с малайзийцами, но в этот раз уже в финале соревнований. Как и годом ранее победа в матче, а вместе с тем и золотые медали континентального первенства достались сборной Индии. В личном первенстве Сингх завоевал бронзовую медаль, что также принесло ему путёвку на летние Олимпийские игры в Пекин.
В квалификационном раунде олимпийского турнира Сингх показал второй результат, лишь одно очко уступив мексиканцу Хуан Рене Серрано и опередив набравшего столько же очков украинца Виктора Рубана за счёт большего количества попаданий в десятку. Благодаря второму месту, в первом раунде индийцу достался в соперники посеянный под 63-м номером иранец Ходжатолла Ваэзи. Проблем в этом поединке у Сингха не возникло и он уверенно победил со счётом 112:98. Ожидали от индийского лучника такой же уверенной победы и во втором раунде, но там Сингх неожиданно уступил россиянину Баиру Бадёнову со счётом 108:109 и выбыл из дальнейшей борьбы за медали. На чемпионате мира 2009 года Мангал дважды был близок к завоеванию медали. В личном первенстве Сингх дошёл до четвертьфинала, но уступил там олимпийскому чемпиону южнойкорейцу Ли Чан Хва со счётом 111:114. На этой же стадии прекратила борьбу и сборная, неожиданно уступив китайским спортсменам со счётом 216:221.
Зимой 2009 года индийцы были близки к второй подряд победе на чемпионате Азии в командных соревнованиях, но в финале они уступили южнокорейской сборной. На летних Азиатских играх 2010 года сборная Индии с Сингхом в составе уверенно дошла до полуфинала, однако и в этот раз попасть в финал им не удалось. Вновь на пути индийцев встали лучники из Южной Кореи (216:222). В поединке за бронзовую медаль сборная Индии встретилась с Китайским Тайбэем и смогла взять реванш (220:216) за поражение четырёхлетней давности и второй раз подряд стать бронзовыми призёрами Азиатских игр. По итогам квалификационного раунда в личном первенстве Сингх занял 10-е место, но не смог пройти в плей-офф, поскольку показал третий результат среди индийских спортсменов, а по регламенту соревнований борьбу за медали могут продолжать только по два представителя от одной страны. В 2012 году Сингх не смог попасть на летние Олимпийские игры в Лондоне, не пройдя отбор в национальную сборную.
На чемпионате мира 2015 года Сингх, несмотря на неудачную стрельбу в квалификации и соответственно низкий номер посева, смог дойти до четвертьфинала, где в упорной борьбе проиграл ещё одному неожиданному участнику этой стадии венесуэльцу Элиасу Малаве. Этот результат принёс сборной Индии право выставить одного спортсмена в личных соревнованиях на летних Олимпийских играх 2016 года в Рио-де-Жанейро.
В мировом рейтинге Сингх по состоянию на ноябрь 2015 года занимает 31-е место.

## Достижения
Личные
- Бронзовый призёр чемпионата Азии (1): 2007

Командные
- Бронзовый призёр Азиатских игр (2): 2010, 2014
- Чемпион Азии (1): 2007
- Серебряный призёр чемпионата Азии (1): 2009
- Победитель этапов Кубка Мира (4): 2008 (3-й этап), 2009 (1-й и 2-й этапы), 2010 (2-й этап)
- Серебряный призёр этапов Кубка Мира (2): 2009 (3-й этап), 2010 (1-й этап)
- Бронзовый призёр этапов Кубка Мира (1): 2008 (2-й этап)

Микст
- Серебряный призёр этапов Кубка Мира (1): 2015 (3-й этап)

## Награды
- В 2009 году Мангал Сингх был награждён престижной государственной наградой Арджуна